# Diotelismo
Diotelismo ou ditelismo (do grego δυοθελητισμός "doutrina das duas vontades") é uma doutrina cristológica particular que ensina a existência de duas vontades (divina e humana) em Jesus Cristo. Especificamente, o diotelismo correlaciona a distinção de duas vontades com a existência de duas naturezas específicas (divina e humana) na pessoa de Jesus Cristo (diofisismo).

## História
O parágrafo 475 do Catecismo da Igreja Católica afirma:

"De igual modo, a Igreja confessou, no sexto Concilio ecuménico, que Cristo possui duas vontades e duas operações naturais, divinas e humanas, não opostas mas cooperantes, de maneira que o Verbo feito carne quis humanamente, em obediência ao Pai, tudo quanto decidiu divinamente com o Pai e o Espírito Santo para a nossa salvação (114). A vontade humana de Cristo «segue a sua vontade divina, sem fazer resistência nem oposição em relação a ela, antes estando subordinada a essa vontade omnipotente»"
Esta posição está em oposição à posição do monotelismo nos debates cristológicos. O debate sobre as igrejas monotelitas e as igrejas ditelitas chegou a uma conclusão no Terceiro Concílio de Constantinopla em 681. O Concílio declarou que, de acordo com as declarações do Concílio de Calcedônia em 451, que declarou duas naturezas na única pessoa de Jesus Cristo, existem igualmente duas "vontades" ou "modos de operação" na única pessoa de Jesus Cristo como bem.
O diotelismo foi defendido por Máximo, o Confessor, contra o monotelismo, a doutrina da vontade única.